# Death Cab for Cutie
I Death Cab for Cutie sono un gruppo musicale alternative rock statunitense formatosi a Bellingham, Washington, nel 1997. La band è attualmente formata da Ben Gibbard (voce, chitarra, piano), Nick Harmer (basso), Jason McGerr (batteria) Dave Depper (chitarra, tastiere) e Zac Rae (tastiere, chitarra). Nel 2014, il chitarrista e produttore Chris Walla ha annunciato il suo addio alla band dopo la fine delle sessioni di registrazione dell'ottavo album in studio del gruppo, Kintsugi.
Il progetto DCFC inizia come lavoro solista di Ben Gibbard, che forma una band con tre suoi compagni di college universitario dopo aver pubblicato la demo You Can Play These Songs with Chords, a seguito della quale ottenne un contratto discografico con la Barsuk Records. I primi due album della band, Something About Airplanes e We Have the Facts And We're Voting Yes, pubblicati nel 1998 e nel 2000, ottennero critiche positive all'interno dell'ambiente indie. Con The Photo Album arrivano i primi piazzamenti in classifica, mentre Transatlanticism porta la band al successo commerciale e di critica. Dopo il passaggio alla Atlantic Records, il gruppo pubblica Plans, certificato disco di platino nel 2008, Narrow Stairs, una ripresa più rock rispetto al precedente, Codes And Keys, da cui viene estratto You Are A Tourist, primo singolo della band a raggiungere la vetta della Billboard US Alternative Songs, e Kintsugi, l'ultimo disco alla cui realizzazione ha partecipato Chris Walla.
Lo stile dei Death Cab è stato etichettato come indie rock, indie pop e alternative rock, caratterizzato dall'uso di strumenti non convenzionali e dal particolare stile vocale del leader Ben Gibbard.

## Il nome
Il gruppo prende il suo nome dall'omonimo brano musicale satirico dei Bonzo Dog Doo-Dah Band, che fu poi ripreso dai Beatles nel loro film Magical Mystery Tour. Benjamin Gibbard, leader della band, ha dichiarato nel 2005 che se avesse saputo che i Death Cab for Cutie sarebbero arrivati dove sono adesso, avrebbe sicuramente scelto un altro nome.
Nel 2011, in un'intervista al talk show Hoppus On Music, Ben Gibbard e Chris Walla hanno raccontato un curioso episodio legato al nome della loro band: "Nel 1999 abbiamo suonato in South Carolina e ci hanno presentati come i "Death Camp for Cutie". Giorni prima dell'esibizione la città era piena di poster scritti male, perfino gli organizzatori del concerto avevano sbagliato il nome! A quel punto abbiamo deciso di introdurre una clausola contrattuale che ci assicura un risarcimento in caso qualcuno decida di organizzare un nostro concerto sbagliando a scrivere il nome della band: niente di particolare, soltanto 50 dollari. Quindi, se qualcuno vorrà mai storpiare il nostro nome, che sia pronto a sborsare!".

## Storia

### Gli inizi (1997–2000)
I Death Cab for Cutie si formano per iniziativa di Ben Gibbard, nel periodo in cui era il chitarrista dei Pinwheel e registrava brani sotto il nome di "All-Time Quarterback". Nel 1997 registra una cassetta dal titolo You Can Play These Songs with Chords in cui suonava tutti gli strumenti da solo e li sovraincideva con l'aiuto dell'amico Chris Walla, nelle vesti di produttore (e voce secondaria nel brano Pictures In An Exhibition). La cassetta riscuote un grande successo e lo porta alla firma di un contratto con la Barsuk Records. Gibbard, allora, decide di espandere il suo progetto musicale, reclutando Nicholas Harmer come bassista e Nathan Good come batterista, mentre Walla si unisce alla band come chitarrista e tastierista. Il gruppo si forma ufficialmente alla Western Washington University di Bellingham.
Grazie al successo della demo di Gibbard, i Death Cab pubblicano il loro primo album, Something About Airplanes, realizzato nell'estate del '98. Il disco include tre inediti, nuove versioni di cinque brani già presenti in You Can Play These Songs with Chords, e di Your Bruise, pubblicato in precedenza come split-single con un'altra popolare band indie-rock, i The Revolutionary Hydra, che i Death Cab omaggiano con una cover del brano The Face That Launched 1000 Shits, presente proprio in Something About Airplanes. L'album riceve critiche favorevoli da tutto il mondo della musica indie e porta la band al suo primo tour.
Nel 1999 il gruppo inizia a lavorare sul secondo album, We Have the Facts and We're Voting Yes: durante le sessioni di registrazione, però, Nathan Good abbandona la band per sposarsi. Di conseguenza, è Gibbard a suonare la batteria per il resto delle canzoni non ancora registrate, mentre nelle tracce The Employment Pages e Company Calls Epilogue viene mantenuta la batteria di Good. Durante due tour del 1999, Good viene rimpiazzato temporaneamente da Jayson Tolzdorf-Larson, il quale appare anche nella canzone Spring Break Broke, tratta dal mini-EP Death Cab for Fiver, pubblicato in vinile. Nel 2000 viene ingaggiato un nuovo batterista, Michael Schorr, che contribuisce alla realizzazione dell'EP The Forbidden Love, pubblicato nell'ottobre dello stesso anno.

### La svolta:The Photo AlbumeTransatlanticism(2001–2004)
Nel 2001 viene pubblicato The Photo Album, terzo album in studio della band. Dal disco vengono estratti i primi veri singoli dei Death Cab: A Movie Script Ending, che raggiunge la posizione numero 123 della Official Singles Chart, I Was A Kaleidoscope, alla posizione numero 115, e We Laugh Indoors, alla numero 122. Quattro tracce bonus contenute nelle versioni deluxe di The Photo Album vengono pubblicate nell'EP The Stability. Un anno dopo, per festeggiare il successo di The Photo Album, viene pubblicata un'edizione speciale di You Can Play These Songs With Chords, con 10 nuove canzoni registrate dai Death Cab del periodo risalente alla pubblicazione di Something About Airplanes.
Agli inizi del 2003, Michael Schorr lascia la band per motivi non meglio specificati. Al riguardo, Chris Walla ha in seguito dichiarato: "Quando lavoravamo con Michael, tutto riusciva bene dal punto di vista musicale: era un ragazzo in gamba. Ma per qualche strano motivo - è irrilevante se dipendesse da lui o da noi - ci sentivamo come Nick, Ben, io e una quarta persona, che lavorava con noi ma al tempo stesso faceva fatica ad integrarsi nel nostro progetto musicale. Nel periodo in cui registravamo We Have The Facts And We're Voting Yes lavoravamo come un gruppo compatto di tre persone, dopo che Nathan se ne era andato. Ma con Michael non ci siamo mai sentiti come quattro persone che formano una band".
Il sostituto di Schorr è Jason McGerr, il quale suonava prima negli Eureka Farm. Nell'ottobre 2003 viene pubblicato l'album di maggior successo della band, Transatlanticism. Le copie vendute di Transatlanticism nel primo anno dalla pubblicazione sono 225.000, e molte canzoni tratte da questo album vengono usate per film e serie TV quali 2 single a nozze - Wedding Crashers, The O.C., Californication, Six Feet Under, CSI Miami e molte altre. Da Transatlanticism vengono estratti tre singoli: The New Year, Title And Registration e The Sound Of Settling. L'album ottiene grande successo di critica e consacra la band come icona principale dell'indie rock anni 2000. Nel 2004 vengono pubblicati due nuovi EP: Studio X Sessions, contenente quattro nuove versioni in studio di brani da You Can Play These Songs with Chords, Something About Airplanes, The Photo Album e Transatlanticism, e il live The John Byrd, chiamato così in onore del loro sound manager.

### Il contratto con la Atlantic Records ePlans(2004-2006)
The John Byrd rappresenta l'ultima pubblicazione per la Barsuk Records: qualche mese dopo, infatti, i Death Cab firmano un contratto a lungo termine con la Atlantic Records, l'unica etichetta che, secondo le parole di Ben Gibbard, "potesse darci la possibilità di mantenere la nostra creatività". Il primo album pubblicato con la nuova casa discografica è Plans, pubblicato nell'agosto del 2005. Prima della pubblicazione di Plans, Ben Gibbard aveva affermato che "Transatlanticism era, nel suo complesso, un unico grande addio. Vorrei che quest'album fosse visto come una serie di "Ciao!"". I singoli Soul Meets Body e Crooked Teeth hanno debuttato nella top 10 della US Billboard Alternative Songs Chart, mentre I Will Follow You Into The Dark, nonostante non abbia ottenuto alcun piazzamento in nessuna classifica, rimane il brano più venduto nella storia della band. Plans è stato certificato disco di platino nel 2008, grazie anche alla sua permanenza nella Billboard Album Chart per 47 settimane consecutive. L'album ha inoltre ottenuto una nomination ai Grammy Awards, nella categoria "Best Alternative Album".
Sempre nel 2005 viene pubblicato Drive Well, Sleep Carefully - On the Road with Death Cab for Cutie, DVD che raccoglie esibizioni dei Death Cab durante il Transatlanticism Tour. L'anno successivo viene pubblicato Directions: The Plans Video Album, DVD contenente un video musicale creato apposta per ogni traccia dell'album e due video aggiuntivi per le tracce bonus Talking Like Turnstiles e Jealousy Rides With Me. Tra gli autori dei video figurano Lance Bangs, P.R. Brown, Ace Norton, Jeffrey Brown, Lightborne, Autumn de Wilde, Rob Schrab, Laurent Briet, Monkmus e Aaron Stewart-Ahn.

### Narrow Stairs(2007–2009)
Nel 2007 i DCFC ritornano in studio per registrare il loro sesto album. Chris Walla, in un'intervista dell'ottobre del 2007, dichiara che 6 delle 11 canzoni previste sull'album sono pronte. Narrow Stairs viene pubblicato il 12 maggio 2008, anticipato dal singolo I Will Possess Your Heart, che riceve una nomination come "Best 2008 Rock Song". I Will Possess Your Heart, della durata superiore a 8 minuti per via della sua introduzione strumentale di 4 minuti e mezzo, è stata fortemente editata dalle radio. Gli altri singoli pubblicati da Narrow Stairs sono No Sunlight, Cath... e Grapevine Fires.
Concepito come una ripresa più rock rispetto a Plans, il disco è il primo dei Death Cab a raggiungere la vetta della Billboard 200 e riceve una nomination ai Grammy Awards come "Best Alternative Music Album". All'interno della cerimonia, i membri della band si sono distinti per aver parlato della loro "guerra" contro l'abuso di Auto-Tune, il programma di editing audio usato molto frequentemente dai produttori di un brano musicale per correggere imperfezioni nella voce performante. "Vogliamo che ritorni la blue note" afferma Gibbard, "quel suono non intonato alla perfezione, che dia carattere e anima al brano e al cantante". Nonostante il successo di critica di Narrow Stairs, il frontman della band lo definisce tutt'oggi "il disco più deprimente nella storia del gruppo".
Esattamente un anno dopo viene pubblicato l'EP The Open Door, contenente quattro tracce scritte durante la produzione di Narrow Stairs e una demo della canzone Talking Bird, quinto brano nella tracklist dell'album. The Open Door ha ricevuto una nomination come "Best Alternative Music Album" ai 52esimi Grammy Awards.
Il 25 novembre del 2008, per festeggiare il decimo anniversario dell'uscita di Something About Airplanes, i Death Cab pubblicano una versione bonus del loro primo album, includendovi un CD con la loro primissima esibizione dal vivo al The Crocodile Cafe di Seattle. Nel 2009, la band collabora alla colonna sonora del film The Twilight Saga: New Moon realizzando il brano Meet Me on the Equinox.

### Codes And Keys(2010–2012)
Dopo tre anni di lavoro, i Death Cab pubblicano nel maggio 2011 il loro nuovo album, Codes and Keys. Rispetto ai precedenti lavori, l'album è più incentrato sul suono delle tastiere, molto più predominanti delle chitarre in diverse canzoni. Dal disco vengono estratti quattro singoli: Home Is A Fire, You Are A Tourist, Underneath The Sycamore e Stay Young, Go Dancing. Il video musicale di You Are A Tourist è il primo ad essere stato mandato in onda mentre veniva filmato: il videoclip, infatti, non ha subito alcun editing ed è stato filmato una volta sola. Questo singolo, infine, è il primo del gruppo a raggiungere la prima posizione della Billboard US Alternative Songs.
L'album riceve critiche positive, ma l'accoglienza dei fan è piuttosto fredda a causa dei testi delle canzoni dell'album, molto più "felici" e non più diretti verso un amore impossibile da raggiungere. A tal proposito, Ben Gibbard ha dichiarato che "le canzoni dei Death Cab hanno sempre riflettuto la mia attuale condizione amorosa. Ora sono un uomo sposato, quindi ci si poteva benissimo aspettare un album che non avesse come tema principale la disperazione per il fallimento di una relazione.". Il leader fa riferimento al suo matrimonio con l'attrice e cantante Zooey Deschanel, da cui poi si è separato dopo due anni. La coppia ha ufficializzato il divorzio nel dicembre 2012.
Durante il Codes And Keys Tour, alle esibizioni della band hanno preso parte i membri della Magik*Magik Orchestra, con cui i Death Cab avevano collaborato nei brani Codes And Keys e Stay Young, Go Dancing. Il tour promozionale dell'album ha toccato varie parti del mondo, Europa inclusa.

### L'addio di Chris Walla eKintsugi(2013–2016)
L'11 ottobre del 2013, sul profilo Instagram della band viene pubblicata una nuova foto con la didascalia "DCFC LP8 begins". Riguardo al nuovo album, Ben Gibbard dice: "Se con Codes And Keys avevamo perso qualche fan, con questo disco ce li riprenderemo. Alcune di queste canzoni sono fortemente collegate ai nostri primi lavori, quelli che la gente adora di più". All'interno della stessa intervista, Gibbard annuncia che il nuovo album sarà il primo a non essere prodotto da Chris Walla: il mixaggio e la produzione saranno affidati a Rich Costey. Il 29 ottobre, in occasione del decimo anniversario di Transatlanticism, ne viene pubblicata una versione speciale, che include le demo di ogni traccia dell'album. A questa pubblicazione è seguito un mini-tour in giro per gli Stati Uniti, dedicato unicamente alle undici tracce di Transatlanticism. Al Record Store Day del 2014 viene pubblicato Death Cab for Cutie's Live 2012 with Magik*Magik Orchestra, disponibile soltanto in formato digitale o in vinile.
Il 13 agosto del 2014, la band annuncia tramite un post sulla loro pagina Facebook l'addio del chitarrista Chris Walla. La sua ultima esibizione con i Death Cab for Cutie è avvenuta al Rifflandia Festival, a Victoria, terminata con un toccante abbraccio tra tutti i membri della band. Un anno dopo, Walla rivela di non aver più voluto proseguire la sua carriera con i Death Cab "perché il messaggio delle ultime canzoni non rifletteva la mia vita in un modo tale da permettermi di continuare ad essere partecipe di questo progetto".
In un'intervista a Rolling Stone dell'ottobre 2014, Ben Gibbard ha rivelato i titoli di quattro canzoni dell'ottavo album in studio dei Death Cab: No Room In Frame, Good Help (Is So Hard To Find), The Ghosts Of Beverly Drive e Black Sun. Il 12 gennaio 2015 sono stati rivelati il titolo e la tracklist del nuovo album, Kintsugi, la cui pubblicazione è prevista per il 31 marzo. Il 20 gennaio, i Death Cab for Cutie si sono esibiti al Crocodile Cafe di Seattle con due nuovi touring members in sostituzione di Chris Walla: Dave Depper e Zac Rae. Durante il concerto, la band ha suonato tre tracce presenti in Kintsugi.
Il 26 gennaio è stato pubblicato Black Sun, primo singolo estratto dal nuovo album, il cui videoclip ufficiale è stato pubblicato l'11 febbraio 2015 sul canale YouTube ufficiale della band. A intervalli di due settimane sono stati resi disponibili per l'ascolto i brani No Room In Frame, il secondo singolo The Ghosts Of Beverly Drive e Little Wanderer. Il 23 marzo, la band ha reso disponibile l'ascolto dell'intero album online. Alla sua uscita, Kintsugi ha ricevuto critiche principalmente positive, ottenendo un punteggio - basato su 30 recensioni - di 67/100 secondo Metacritic. Da gennaio 2015 a settembre 2016 la band è stata impegnata in un tour mondiale dedicato al nuovo album. Il 10 ottobre 2016 viene rilasciato il brano Million Dollar Loan come parte del progetto "30 Days, 30 Songs" contro il candidato repubblicano alla Casa Bianca Donald J. Trump.

### Thank You for TodayeAsphalt Meadows(2017–presente)
Come per il precedente disco, è un post sulla pagina Instagram della band - del novembre 2017 - ad annunciare l'arrivo di un nuovo disco, previsto per agosto 2018. Nel maggio e nel giugno 2018 vengono pubblicati brevi estratti di due brani all'interno del disco, I Dreamt We Spoke Again e Your Hurricane. Il 12 giugno, la band annuncia il titolo dell'album, Thank You for Today, e la sua precisa data di pubblicazione, il 17 agosto. Viene inoltre reso disponibile per l'ascolto il primo singolo estratto dall'album, Gold Rush.
Il 16 settembre 2022 esce l'album Asphalt Meadows. Il 10 marzo 2023 esce la versione acustica del disco.

## Formazione

### Formazione attuale
- Ben Gibbard – voce, chitarra, piano (1997-presente)
- Nicholas Harmer – basso, tastiera, chitarra, cori (1997-presente)
- Jason McGerr – batteria (2003-presente)
- Dave Depper – chitarra, piano, voce secondaria (2015-presente)
- Zac Rae – piano, chitarra (2015-presente)

### Ex componenti
- Nathan Good – batteria (1997-2000)
- Jayson Tolzdorf-Larson – batteria (2000)
- Michael Schorr – batteria (2000-2003)
- Chris Walla – chitarra, piano, voce secondaria (1997-2014)

## Discografia

### Album in studio
- 1998 – Something About Airplanes
- 2000 – We Have the Facts and We're Voting Yes
- 2001 – The Photo Album
- 2003 – Transatlanticism
- 2005 – Plans
- 2008 – Narrow Stairs
- 2011 – Codes and Keys
- 2015 – Kintsugi
- 2018 – Thank You for Today
- 2022 – Asphalt Meadows

Riedizioni
- 2023 – Asphalt Meadows (Acoustic)

### EP
- 2000 – The Forbidden Love
- 2002 – The Stability
- 2004 – Studio X Sessions
- 2005 – The John Byrd
- 2006 – Crooked Teeth
- 2009 – The Open Door
- 2019 – The Blue
- 2021 – The Georgia

### Demo
- 1997 – You Can Play These Songs with Chords (riedito nel 2002 con tracce aggiuntive)

## Videografia

### Album video
- 2005 – Drive Well, Sleep Carefully
- 2006 – Directions